# Rosie Motene
Rosie Motene es una actriz, autora, productora de cine y activista sudafricana. Es una queer y feminista panafricana y oradora sobre VBG y LGBTQI en África. Es autora del libro Reclaiming the Soil: A Black Girl's Struggle to Find Her African Self, propietaria de un medio panafricano y una de los miembros del jurado en la quinta edición del Festival de Cine Africano de Mashariki (MAFF) 2019. ZAlebs la mencionó como uno de los miembros del elenco más frecuentes de Urban Brew Studios.

## Carrera profesional
En 2004, participó en la película de drama histórico dirigida por Terry George, Hotel Rwanda.
En 2007, apareció en uno de los episodios de la serie de televisión dramática creada por Ashley Pharoah, Wild at Heart (2006-2013), como "Kenyetta".
En 2008, se unió al reparto de la película de drama y comedia dirigida por John Kani, Nothing But the Truth, como "Mandisa".
En 2011, fue una de las productoras de la película dramática dirigida por Akin Omotoso, Man on Ground.
Fue una de las participantes en la sesión del seminario web sobre violencia de género (VG) organizada por la Fundación Vodacom el 25 de agosto de 2020, con el objetivo de informar al público sobre el tema.

## Filmografía

### Cine
| Año  | Título                | Rol                    | Notas                        | Ref.   |
| ---- | --------------------- | ---------------------- | ---------------------------- | ------ |
| 2011 | Man on Ground         | Productora             | Drama                        | [ 12 ] |
| 2010 | Jury Divided          | Como actriz (Jurado 2) | Drama                        | [ 14 ] |
| 2008 | Nothing But the Truth | Mandisa                | Comedia y Drama              | [ 11 ] |
| 2004 | Hotel Rwanda          | Receptionista          | Biografíca, drama e historia | [ 8 ]  |
| 2004 | Gums & Noses          | Como actriz            | Comedia                      | [ 15 ] |

### Televisión
| Año       | Título        | Rol                          | Notas                                      | Ref.   |
| --------- | ------------- | ---------------------------- | ------------------------------------------ | ------ |
| 2007      | Wild at Heart | Kenyetta, 1 episodio (2007)) | Serie dramática transmitida de 2006 a 2013 | [ 10 ] |
| 2000-2004 | Generations   | Tsego Motene                 | Drama                                      | [ 16 ] |